# Annabelle 2: Skabelsen
Annabelle 2: Skabelsen er en amerikansk overnaturlig horror film fra 2017, som er instrueret af David F. Sandberg

## Medvirkende
- Miranda Otto
- Philippa Coulthard som Nancy
- Stephanie Sigman som Søster Charlotte
- Alicia Vela-Bailey som Fru Mullins
- Anthony LaPaglia som Samuel Mullins
- Talitha Bateman som Janice
- Kerry O'Malley som Sharon Higgins
- Lulu Wilson som Linda
- Adam Bartley som Betjent Fuller
- Brian Howe som Pete Higgins